# 今泉盛泰
今泉 盛泰（いまいずみ もりやす）は室町時代から戦国時代初期の武将。今泉氏3代目当主。上三川城城主。

## 概要
1430年頃今泉盛朝の嫡男として誕生した。父が永享10年（1438年）に没すると幼くして上三川城城主となる。祖父の今泉元朝や曽祖父の上三川継俊の補佐を受けていた。
文明9年（1477年）、長尾景春を救援するために宇都宮正綱に従い、上野国白井に出陣したが、9月9日に討死した（川曲の戦い）。